# Doraemon: Nobita no uchū hyōryūki
Doraemon: Nobita no uchū hyōryūki (ドラえもん のび太の宇宙漂流記?), è un film d'animazione del 1999 diretto da Tsutomu Shibayama.
Si tratta del ventesimo film di Doraemon, distribuito nelle sale giapponesi il 6 marzo 1999, in occasione del ventesimo anniversario dell'inizio delle trasmissioni della serie.

## Trama
Il film è una parodia della trilogia originale di Star Wars. Nel film, Doraemon ed i suoi amici si trovano coinvolti in una guerra interplanetaria in cui un esercito (basato sull'Impero Galattico) sta cercando di conquistare la Terra. Doraemon e gli altri si uniranno alle forze opposte (basata sull'Alleanza Ribelle) per fermare i nemici.

## Colonna sonora
Sigla di chiusura
- Kisetsu ga iku toki cantata da Speed